# Ciutadella d'Alger
La Ciutadella d'Alger, també anomenada Dar El Soltane, és una imposant fortalesa situada a les altures de la Casba d'Alger amb vistes a la badia. Les obres de construcció de la ciutadella començaren al segle XVI pels germans Barba-rossa, i esdevingué la seu del poder polític, econòmic i financer de la Regència d'Alger el 1816. La ciutadella era el segon palau més gran de l'Imperi otomà, després del Palau de Topkapi de Constantinoble.
El 1992, la ciutadella fou classificada, juntament amb tota la Casba d'Alger, com a Patrimoni de la Humanitat de la UNESCO.

## Història

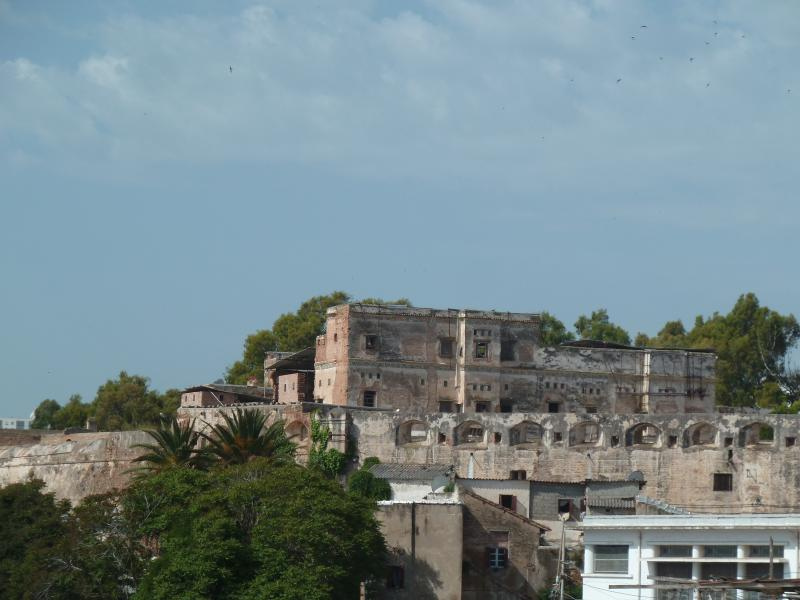
Vista de la ciutadella

Fou per decisió d'Oruç Reis que la ciutadella d'Alger es construís el 1516, sobre les muralles d'una antiga fortalesa, que dominava la Medina i la badia d'Alger. L'obra s'acabà totalment el 1591. L'amplià Mustapha Pasha (Dey d'Alger els 1798-1805).
Al principi, la ciutadella estava destinada a allotjar la guarnició dels geníssers. Aquests es van introduir en la Regència d'Alger després de la seua annexió a l'Imperi otomà per Khair ed-Din Barba-rossa.
La ciutadella esdevingué seu del poder del dey el 1817. Abans d'aquesta data, el Palau de la Khenina era el centre del poder. La nit de l'1 de novembre del 1817, amb la complicitat dels kuloughlis i cabilencs, el <i>dey</i> Ali Khodja abandonà aquest palau, situat a la part inferior de la casbah, que oferia poques defenses contra els geníssers, per a establir-se a la ciutadella situada a la casbah superior.
Va ser al palau del dey on va tenir lloc l'escena del colp amb el ventall donat el 30 d'abril del 1827 pel Dey Hussein ibn Hussein al cònsol francés Pierre Deval, i que va servir de pretext per a la invasió i conquesta d'Algèria per part de l'estat francés. De fet, el dey d'Alger, rebent en audiència el cònsol del rei Carles X, Pierre Deval, i molest per la resposta d'aquest sobre el tema dels deutes impagats, li va assestar tres petits cops amb un matamosques. Carles X es va ofendre i hi va exigir una disculpa. El dey s'hi va negar. L'afer fou considerat per l'estat francés com un acte de guerra que s'inicià amb l'enviament d'un esquadró per a bloquejar el port d'Alger.

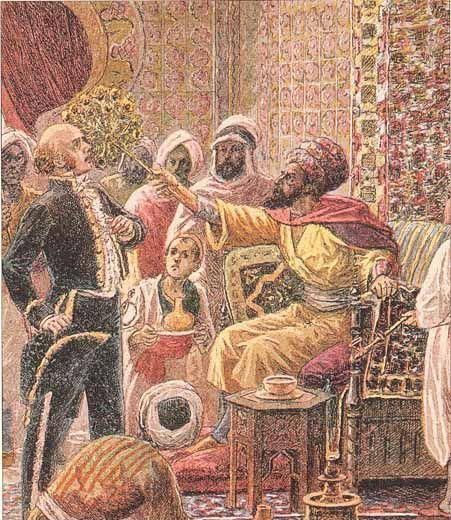
Escena del colp entre el cònsol Pierre Deval i Dey Hussein, preludi de l'expedició a Alger del 1830

El 5 de juliol del 1830, Hussein ibn Hussein, el dei d'Alger, i el mariscal Bourmont, comandant de les tropes franceses durant l'expedició contra Alger, signaren l'acord de submissió del regent d'Alger, Hussein Dey, que posà fi al règim de la Regència d'Alger i prefigurà el període colonial francés. El 10 de juliol del 1830, el dey va eixir d'Alger amb el seu harem, la família i un seguici format per 118 persones. Embarcà a bord de la fragata Jeanne d'Arc. Després de fer escala a Nàpols el 3 d'agost, restarà a Liorna i després a Gènova.
Al començament de la colonització francesa, la ciutadella fou ocupada i transformada en un centre militar francés fins al 1840, quan certs sectors es transformaren en un hospital militar abans que s'hi fessen noves obres que desnaturalitzaren la ciutadella com a caserna.
Catalogada com a Monument històric des del 1887, una part de la Ciutadella es va convertir en un museu militar colonial el 1930, que fou saquejat pels francesos després de la independència d'Algèria, el 1962.
Des de la independència d'Algèria, el 1962, la ciutadella ha estat ocupada per unes 200 famílies que hi visqueren fins al 1978, quan foren evacuades i reallotjades per restaurar-la.

## Descripció
La ciutadella cobreix 9.000 m² i inclou 7.500 m² d'edificis. Conté:
- El Palau del Dey: 4.195 m²;
- El diwan (sala de reunions);

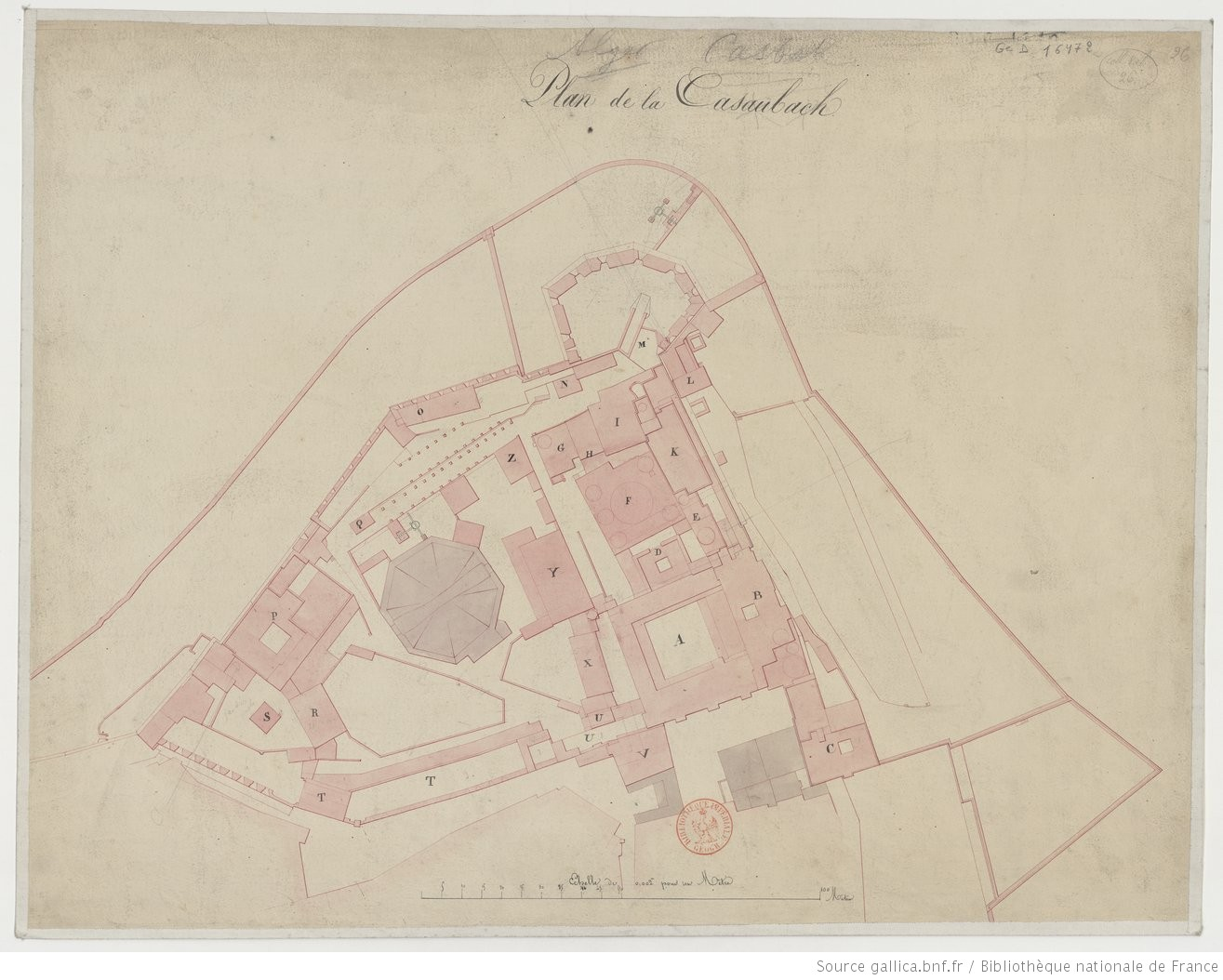
Plànol de la ciutadella (1830). A-Palau del Dey; P-Palau dels Beys, F-Mesquita del Dey; Y- Mesquita dels Geníssers; I, K -Harem

- Un palau assignat als beis de Constantí, Orà i Medea, vassalls del dey;
- Dues mesquites, una per al dey i l'altra per als geníssers;
- El barri dels geníssers;
- El polvorí, un establiment militar destinat a produir salnitre i pólvora;
- Les restes de casamates i un antic jardí on hi havia arbres exòtics, plantes especials i un aviari d'ocells rars;
- Bastions i muralles;
- Un harem (ala reservada per a dones);
- Un pavelló d'estiu;
- Banys d'Agà;
- Un jardí d'estiu;
- Un jardí d'hivern;
- El parc dels estruços.

## Treballs de restauració
Els primers estudis de restauració de la ciutadella d'Alger es feren entre els 1979 i 1986 pel despatx polonés PKZ, especialitzat en monuments històrics.
Una agència d'arquitectura algeriana anomenada 3 Dimensions Algeria fou encarregada el 2002 de supervisar els treballs fets per les empreses del sector dels geníssers, el de l'antiga mesquita, així com les bateries 3 i 4, segons l'estudi del despatx PKZ.
El 2005, el Ministeri de Cultura i Arts tornà a demanar a l'oficina polonesa que prengués el control del palau i la mesquita del dey. Es nomenaren cinc oficines per a supervisar-ne les obres de rehabilitació. Al 2011 en començaren les obres.
El 2020, l'Oficina per a la Gestió i Explotació de Béns Culturals informava que s'havia acabat el 60% de l'obra. El mateix any es va obrir parcialment la ciutadella al públic per permetre als visitants veure'n les parts restaurades, és a dir, els barris i les termes dels geníssers, i el Bastió 5.

Algunes fotos abans de la restauració:

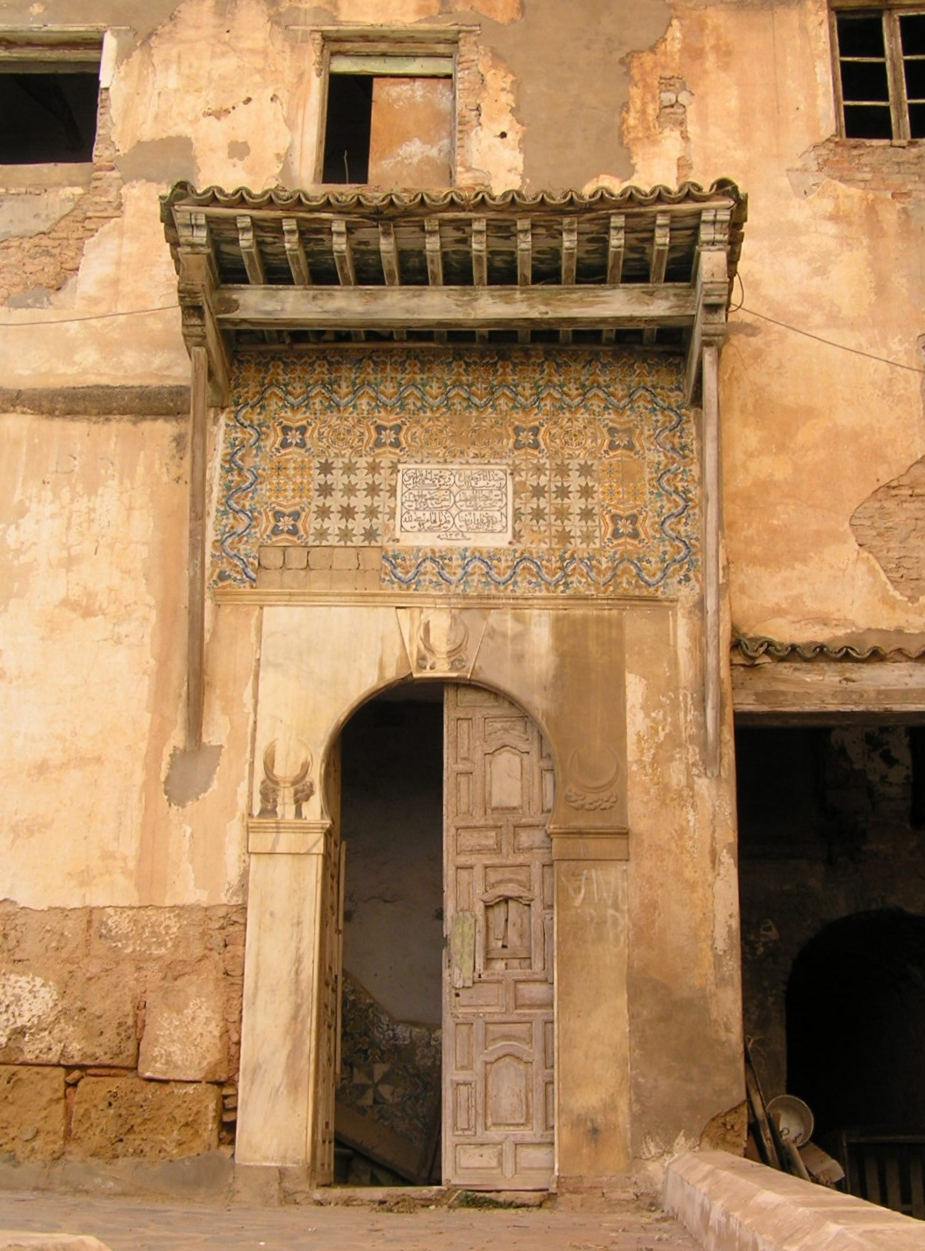
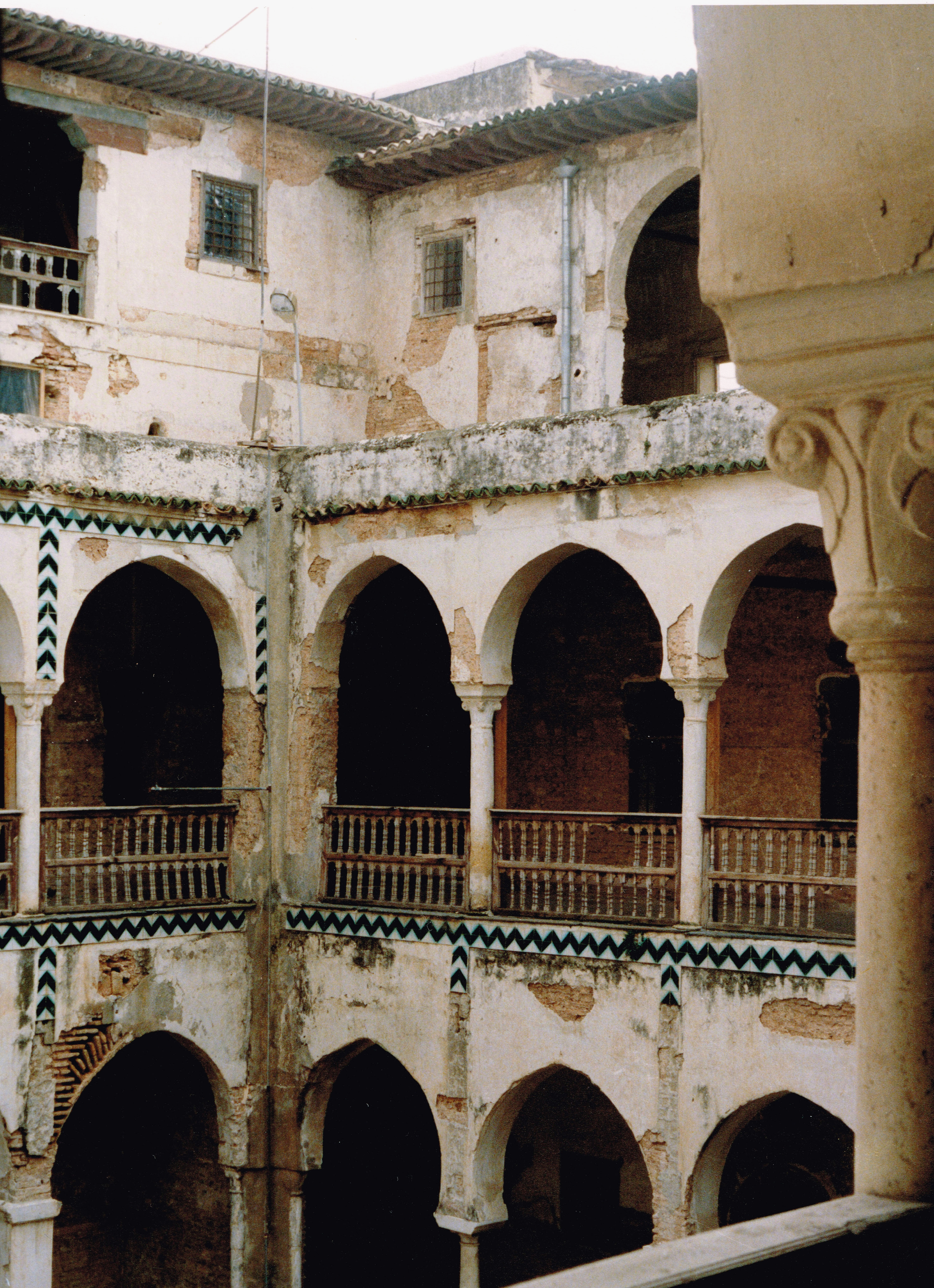
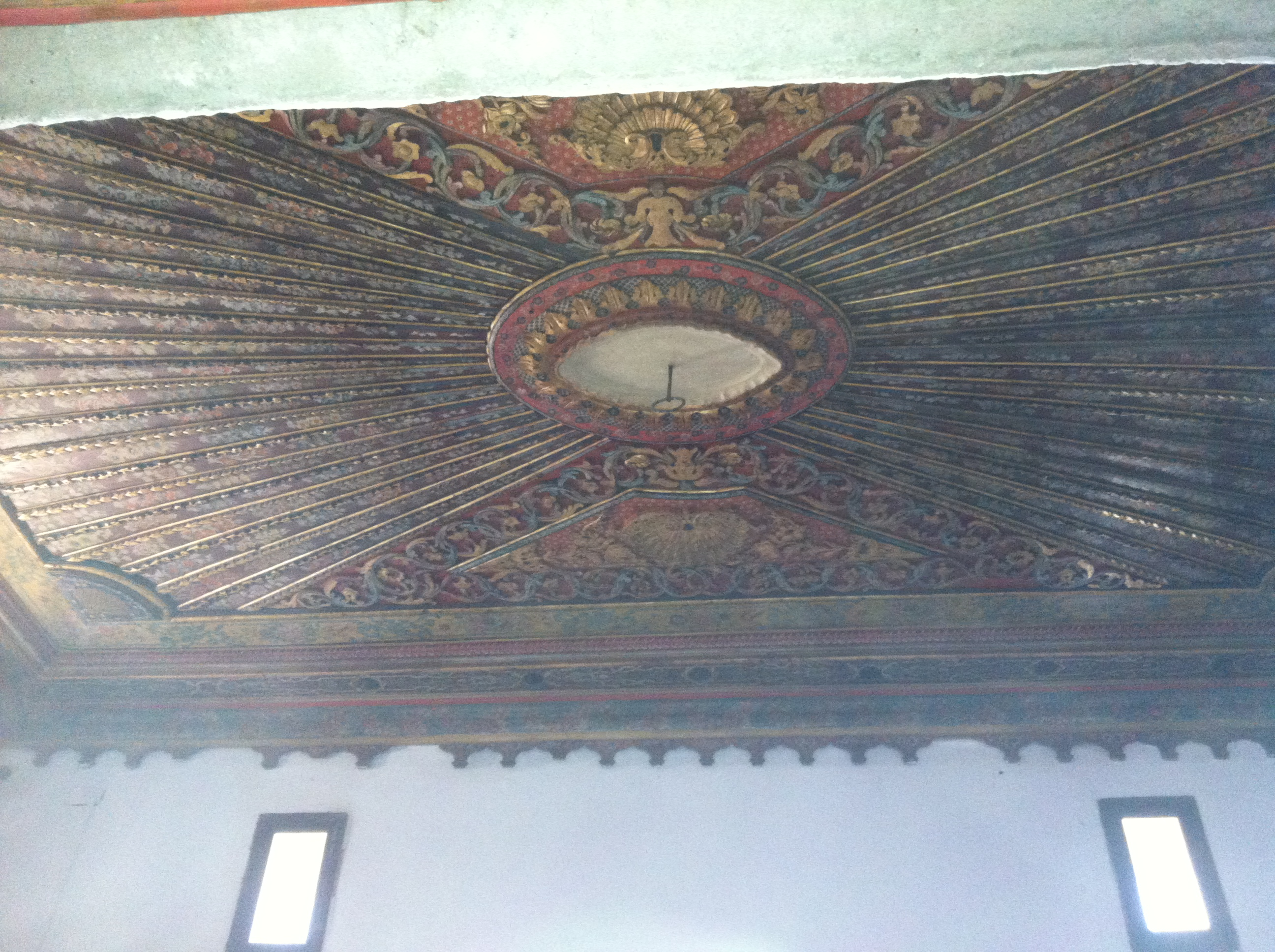
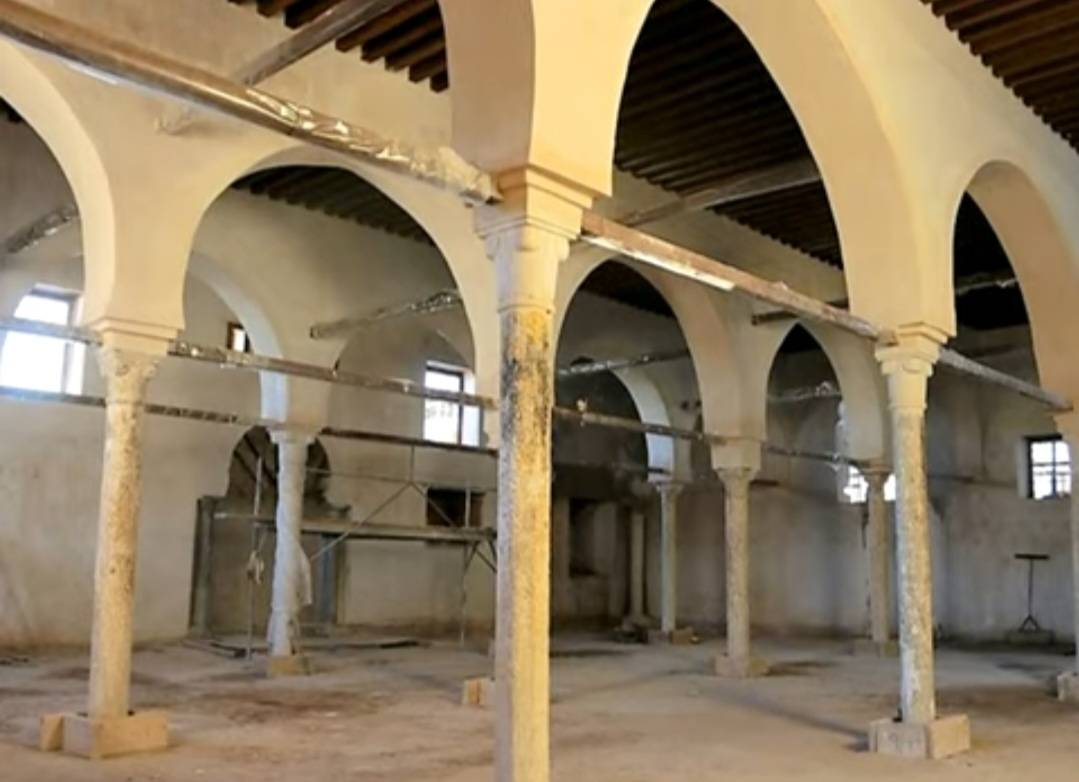
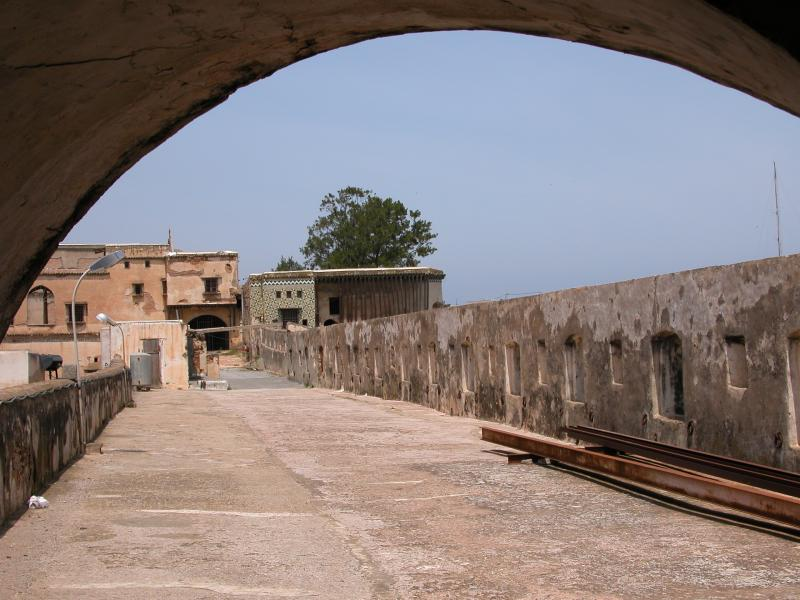
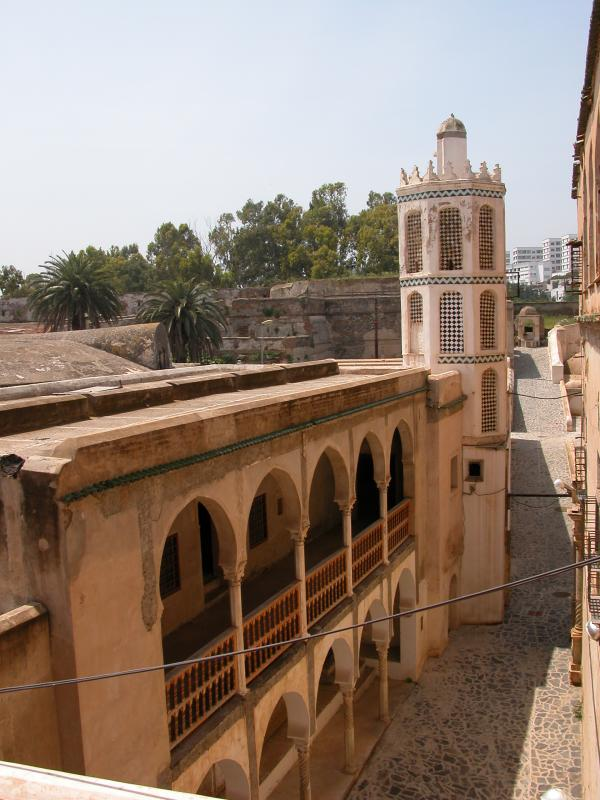
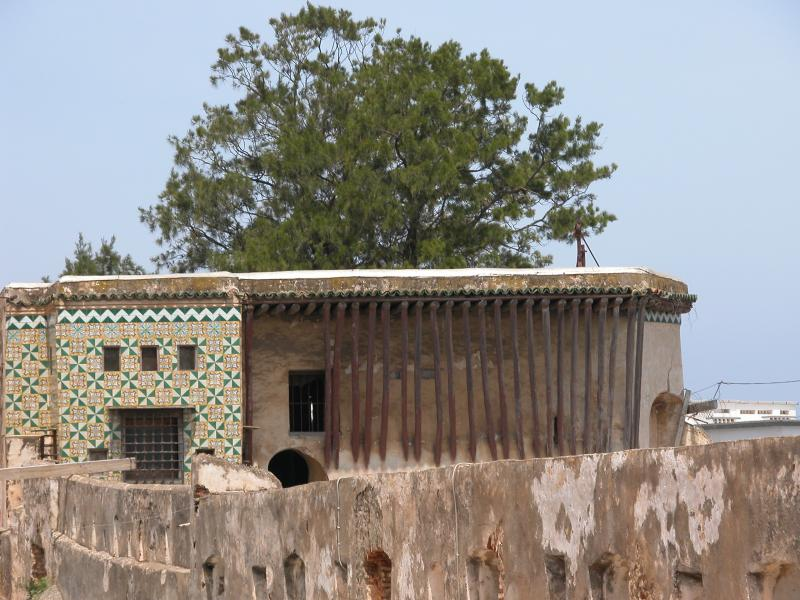
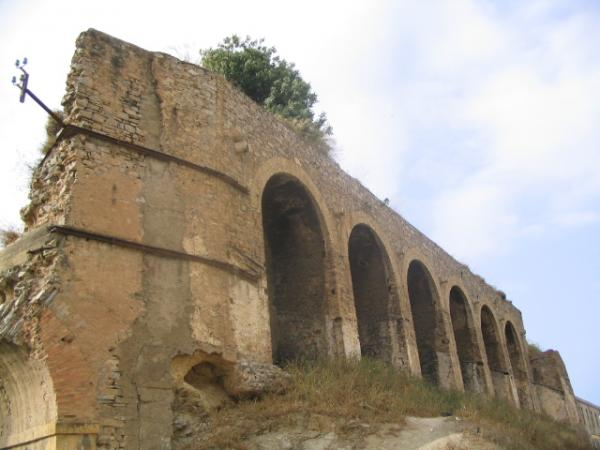
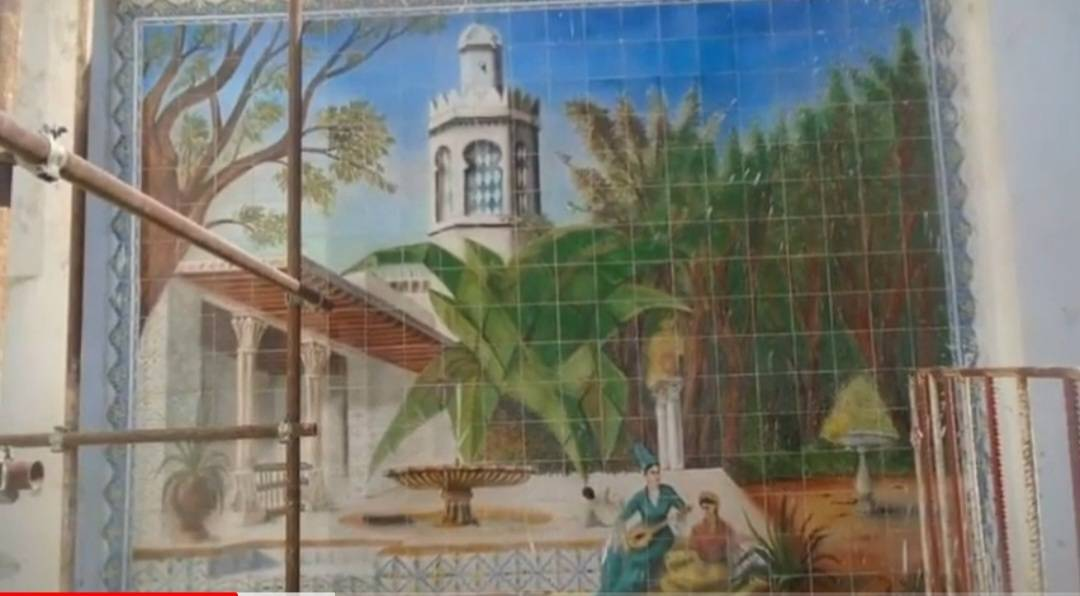

## Galeria
Algunes fotos després de la restauració:

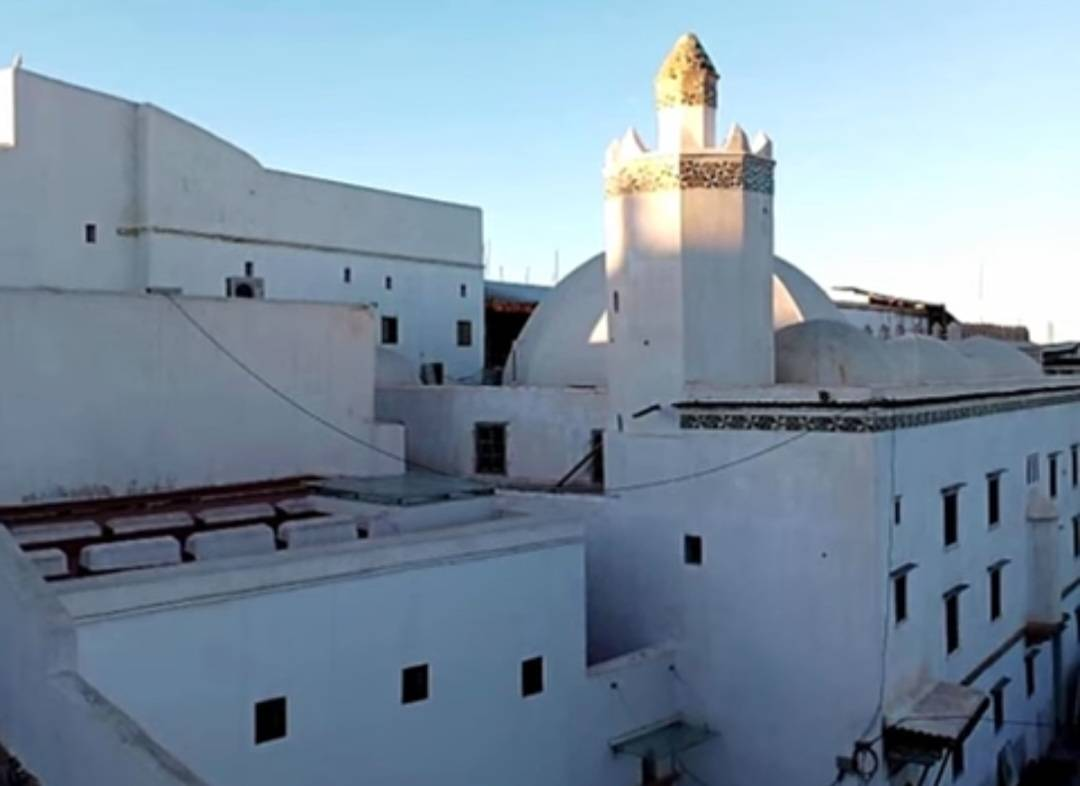
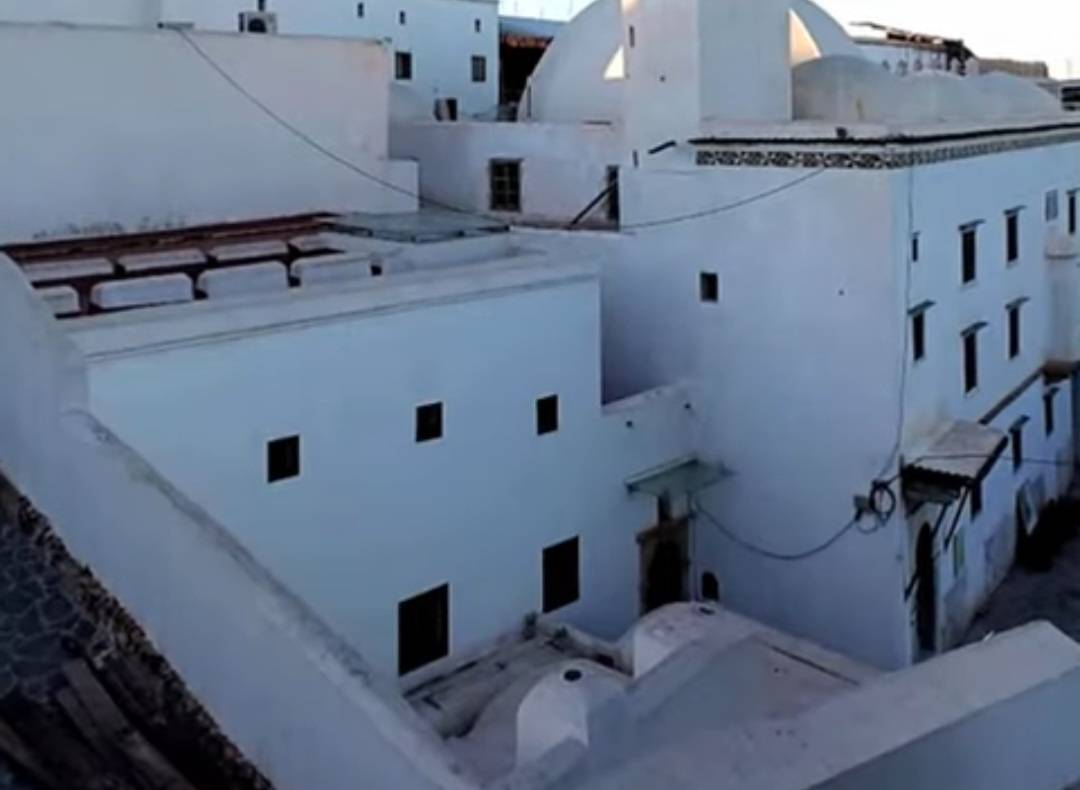
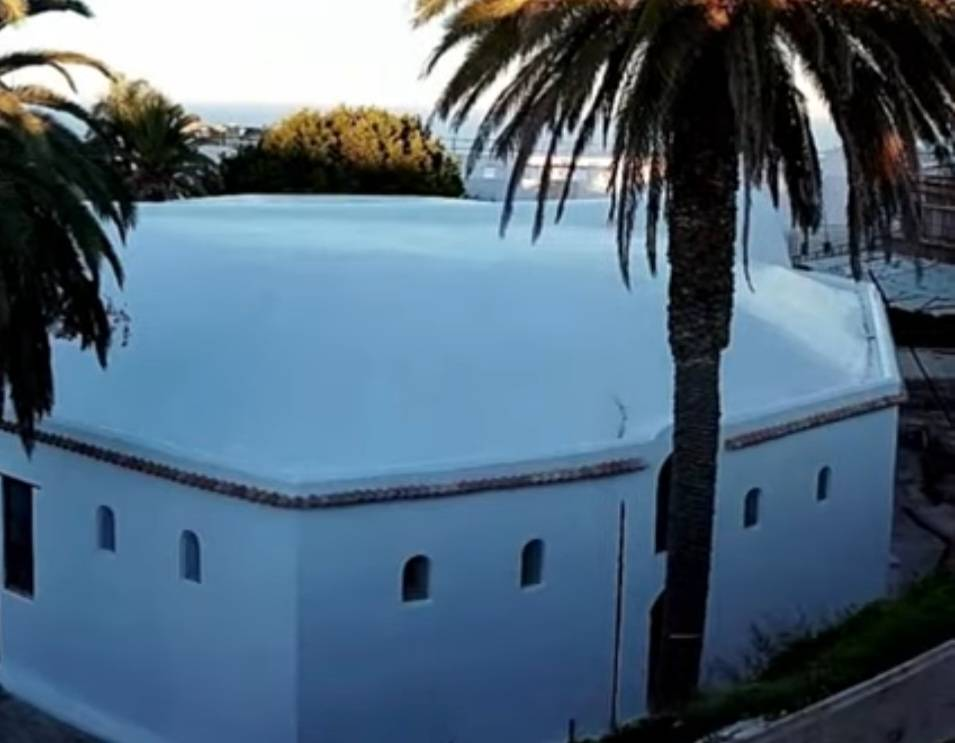
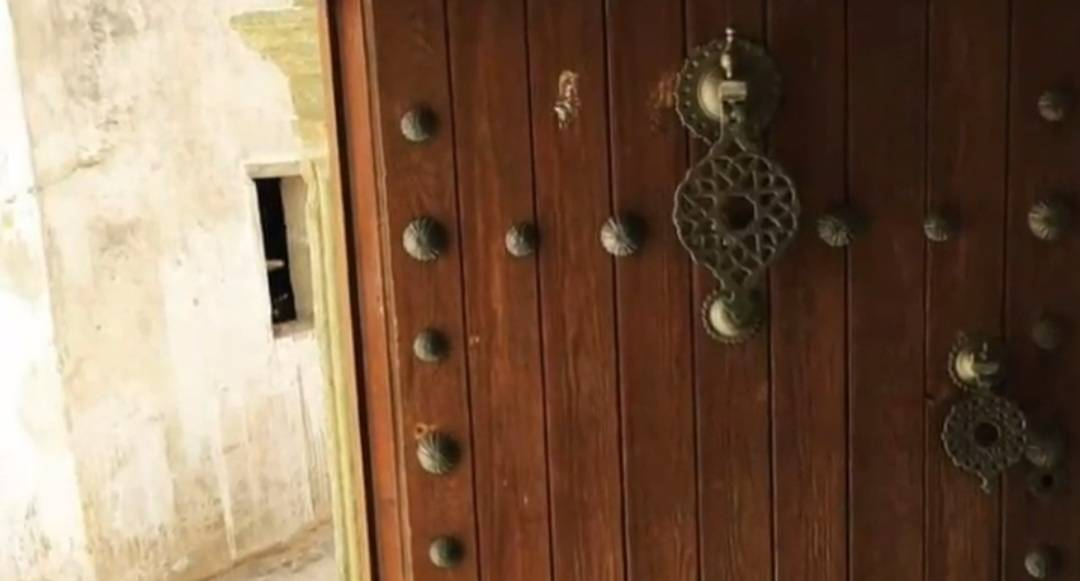
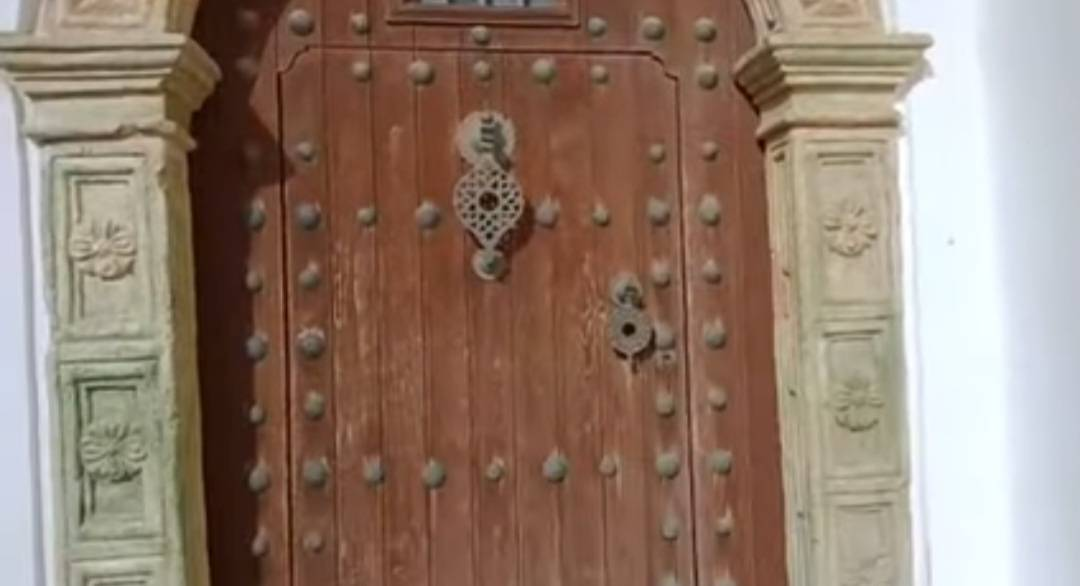
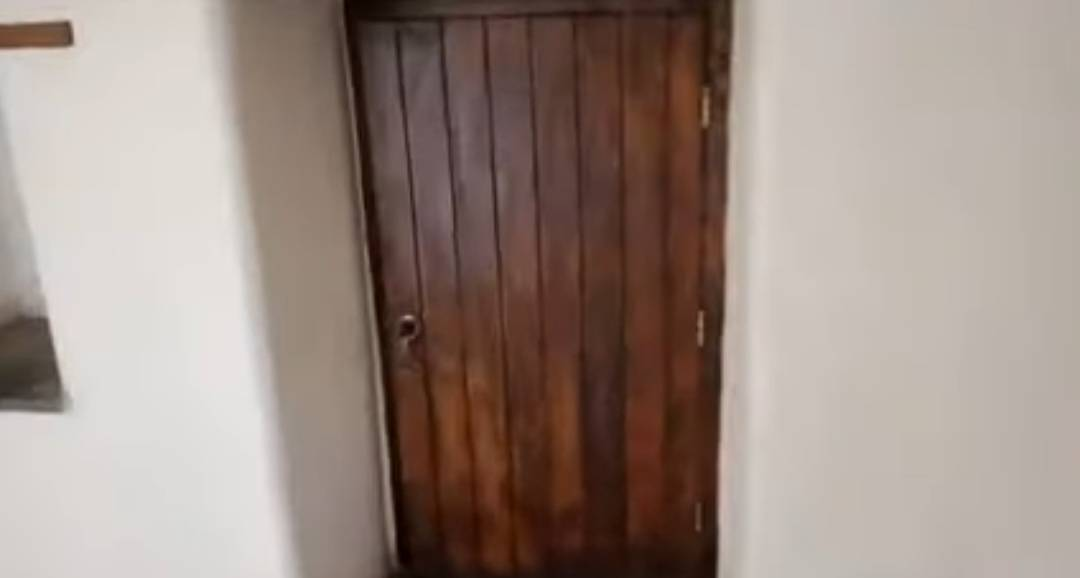
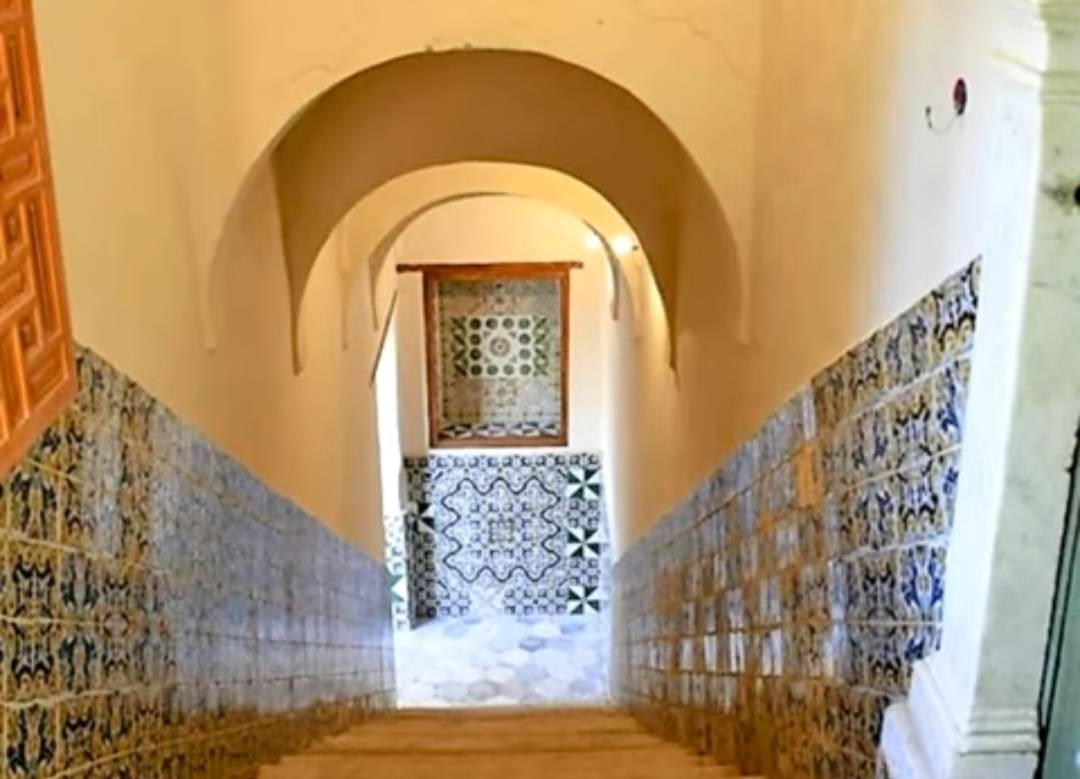
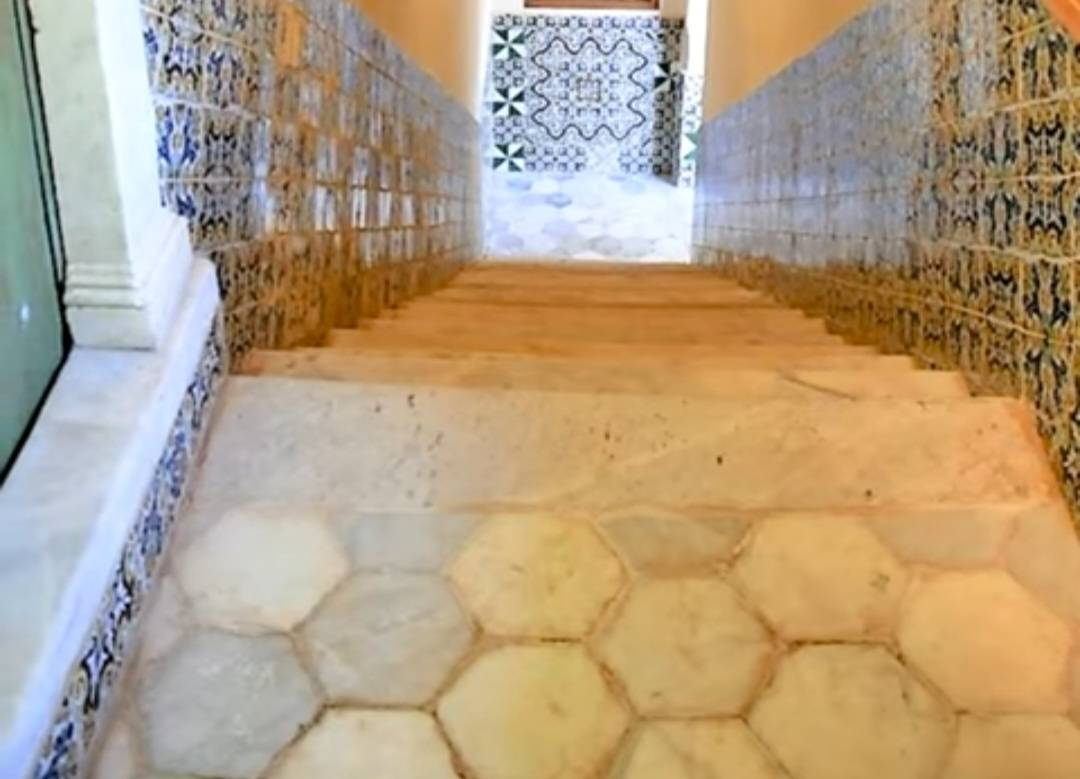
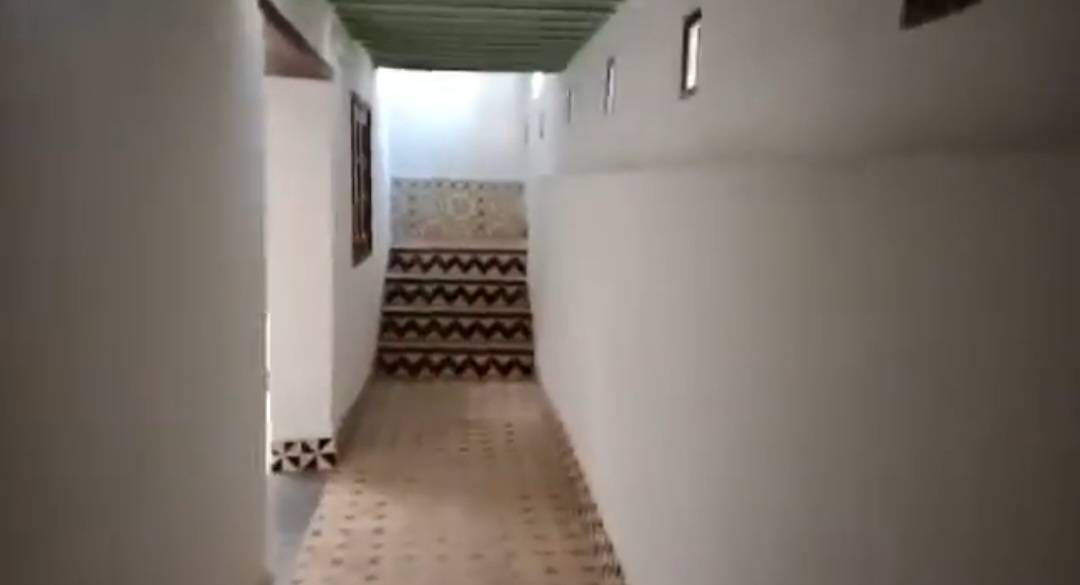
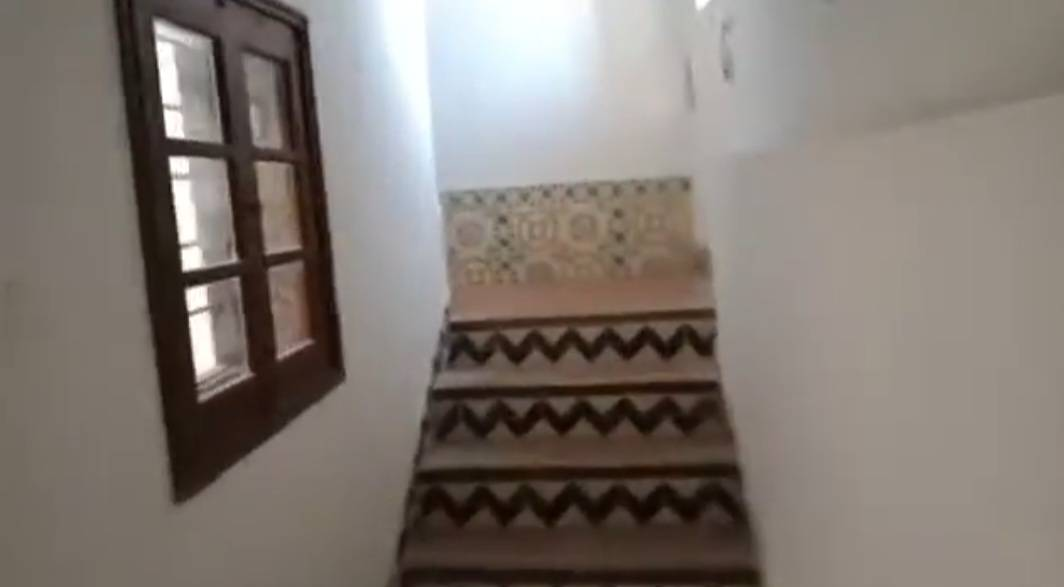
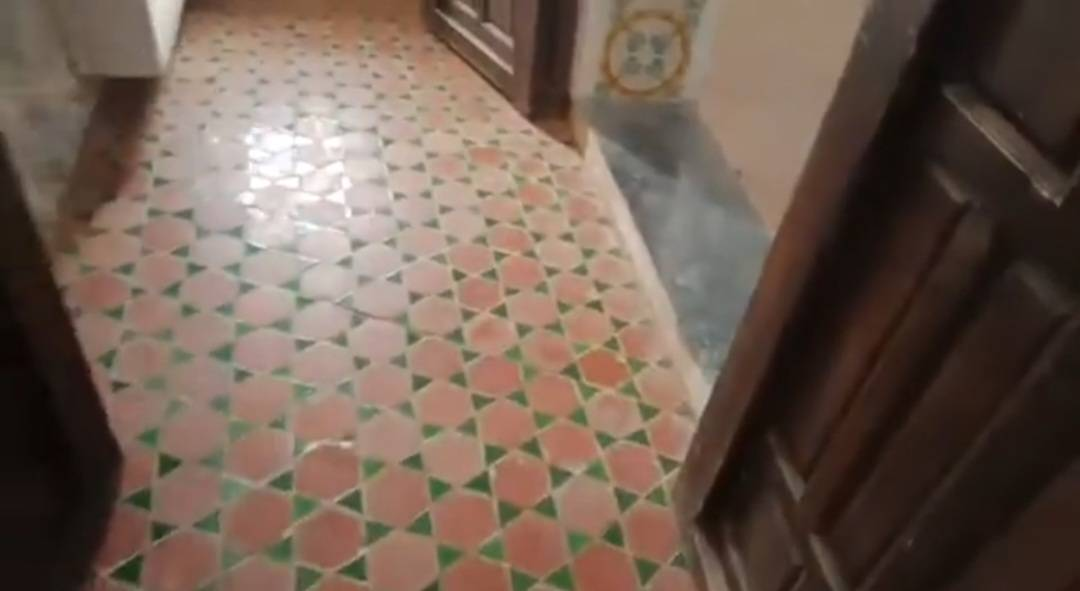
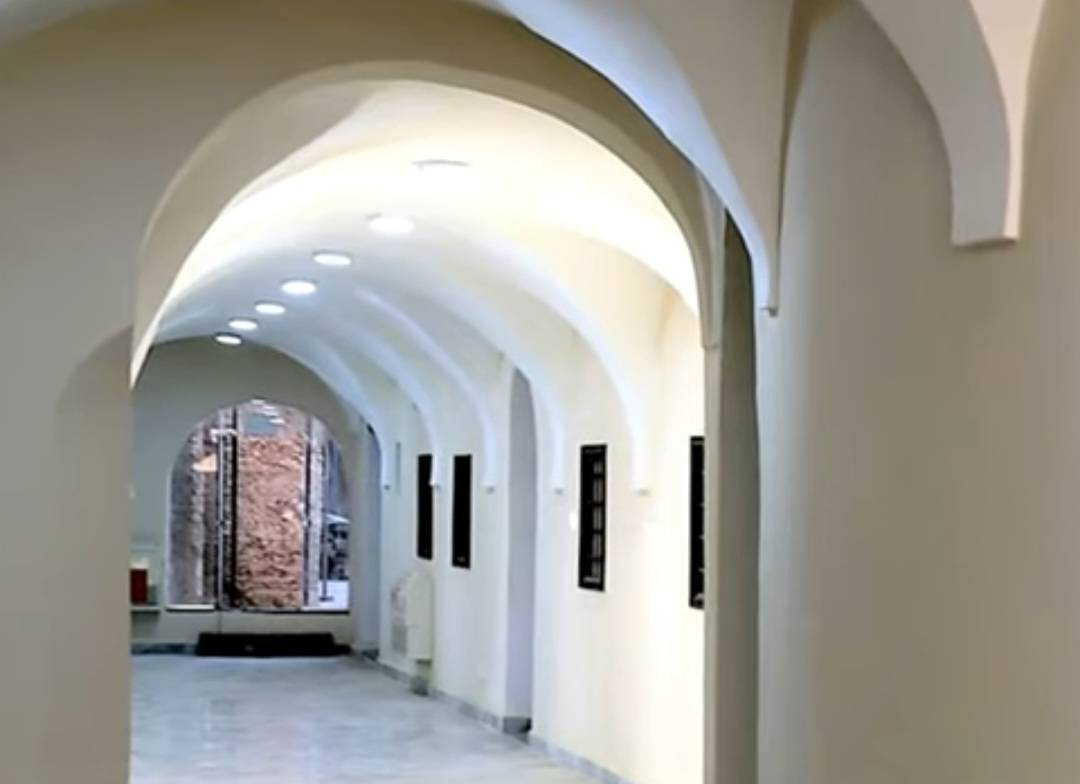
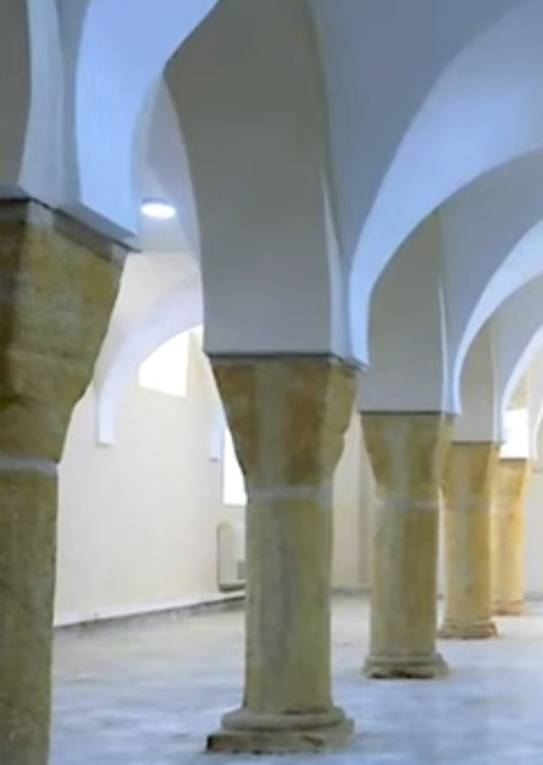
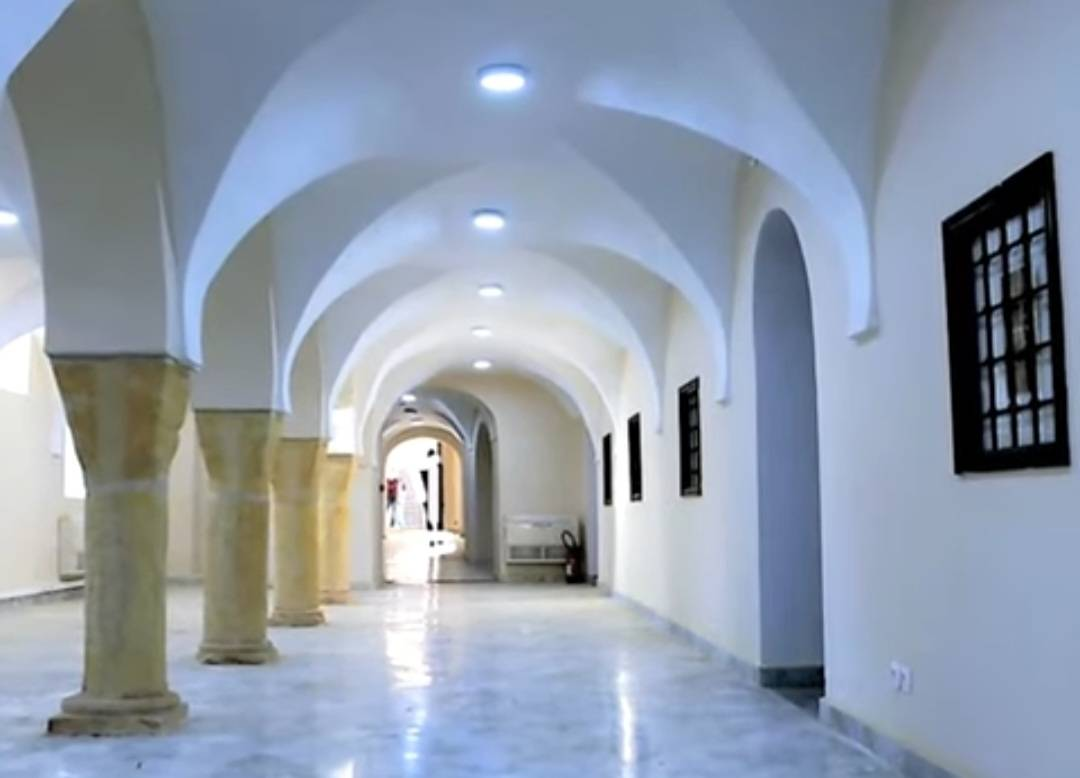
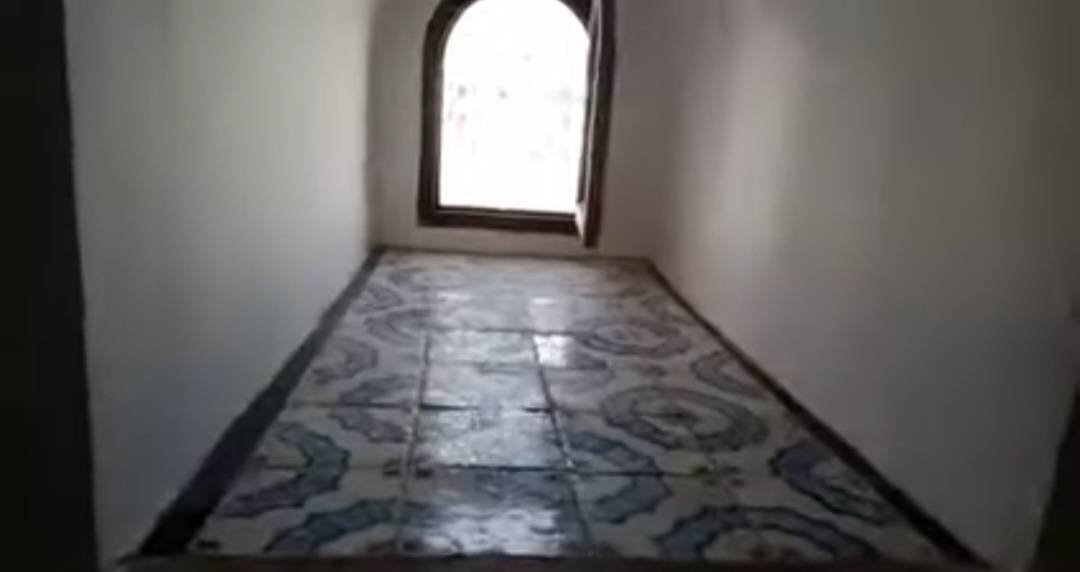
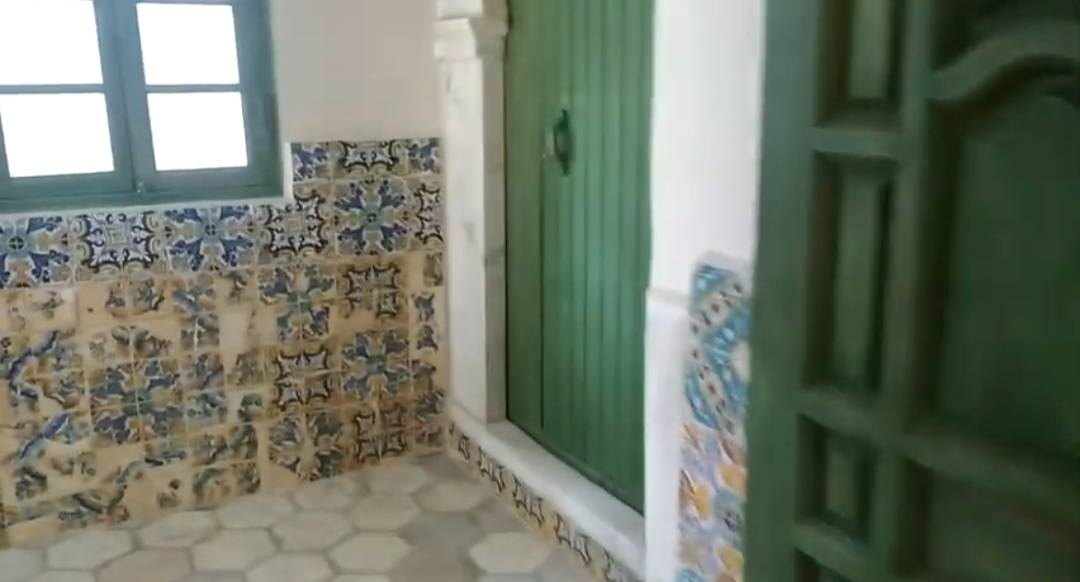
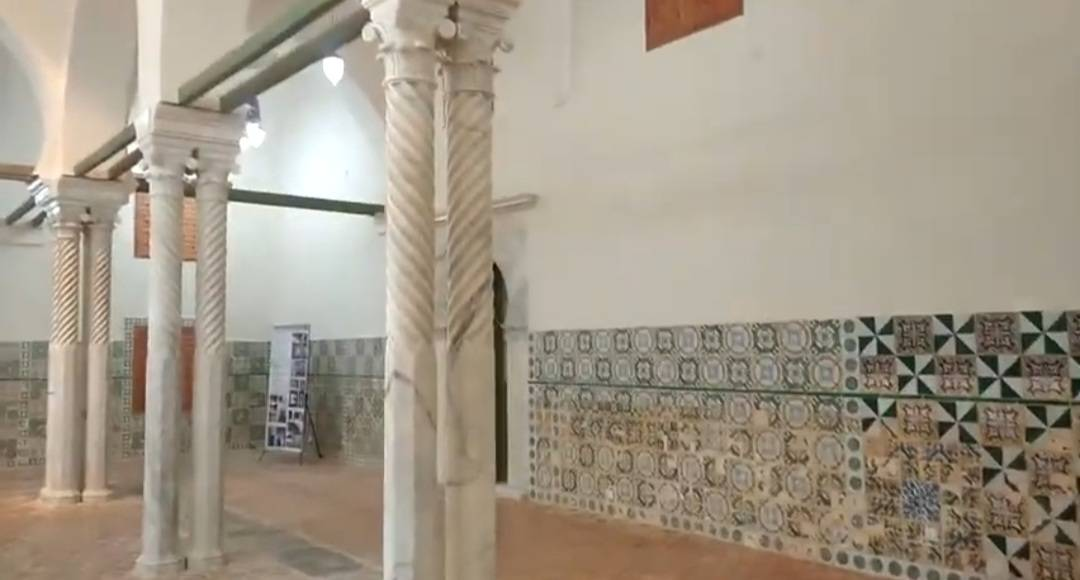
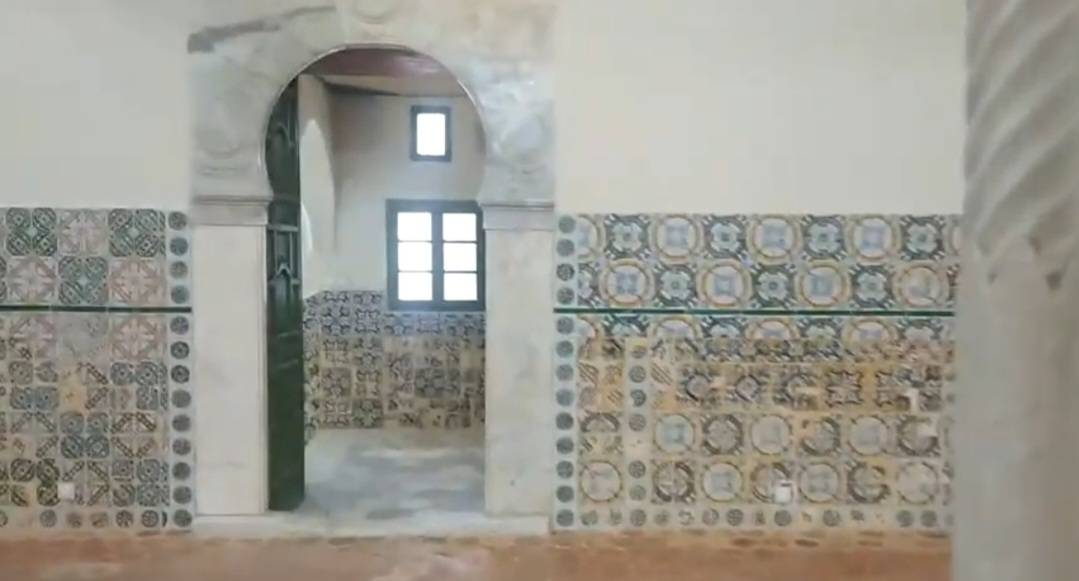
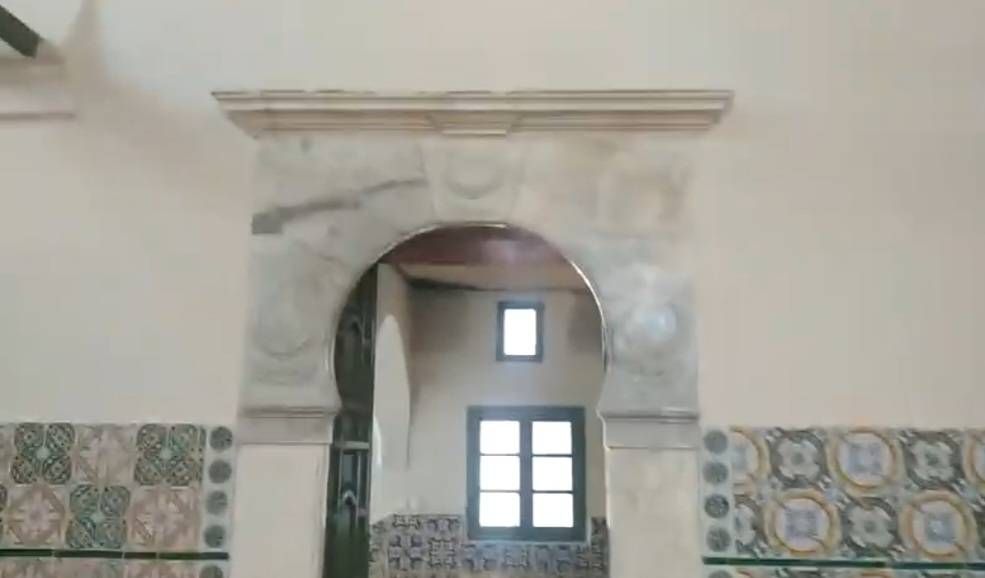
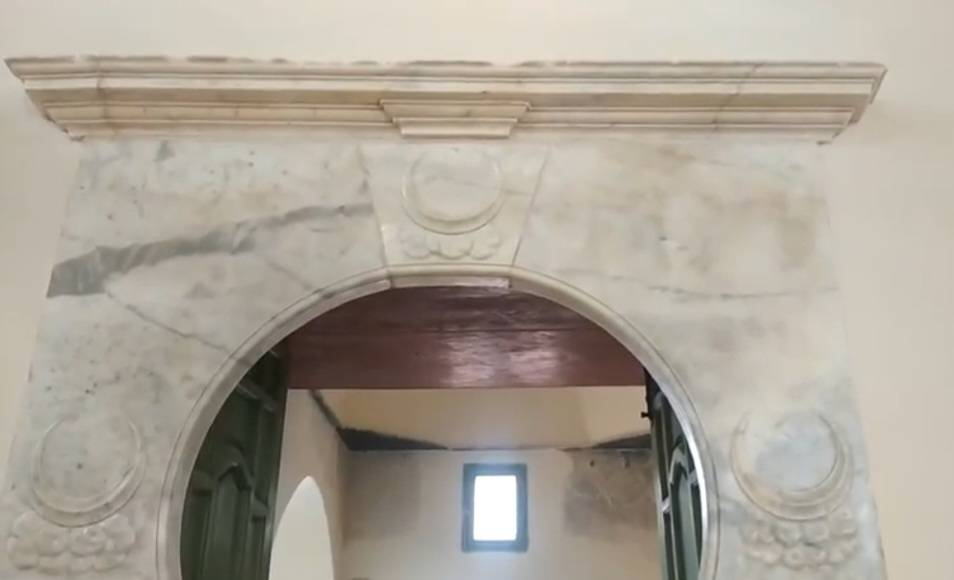
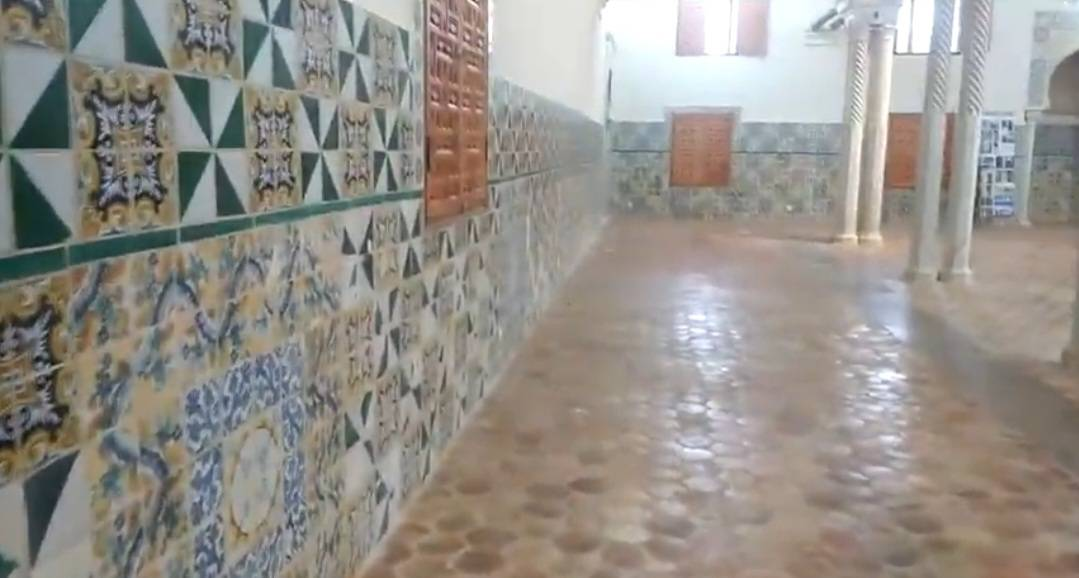
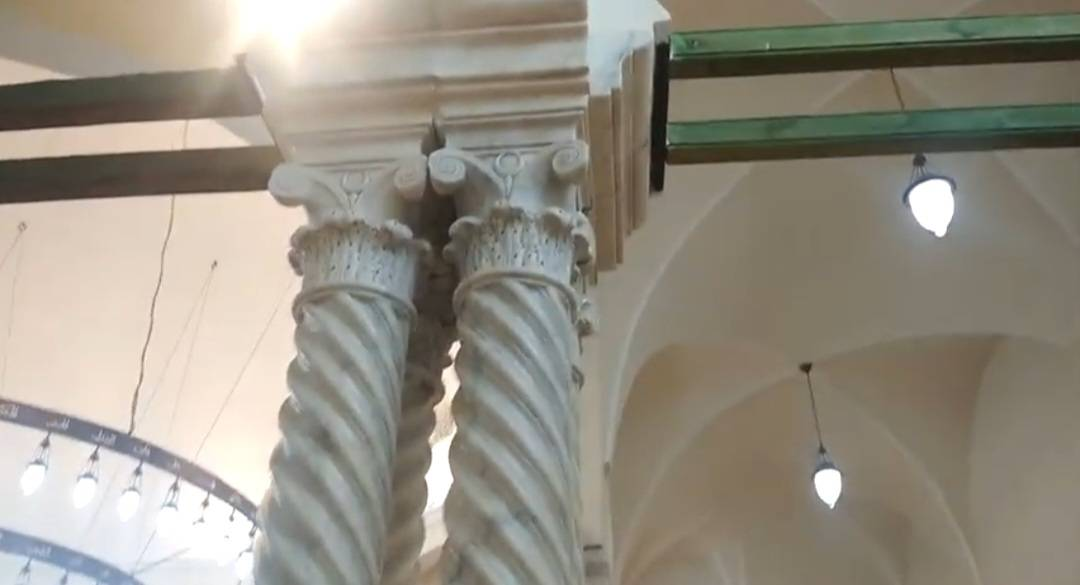
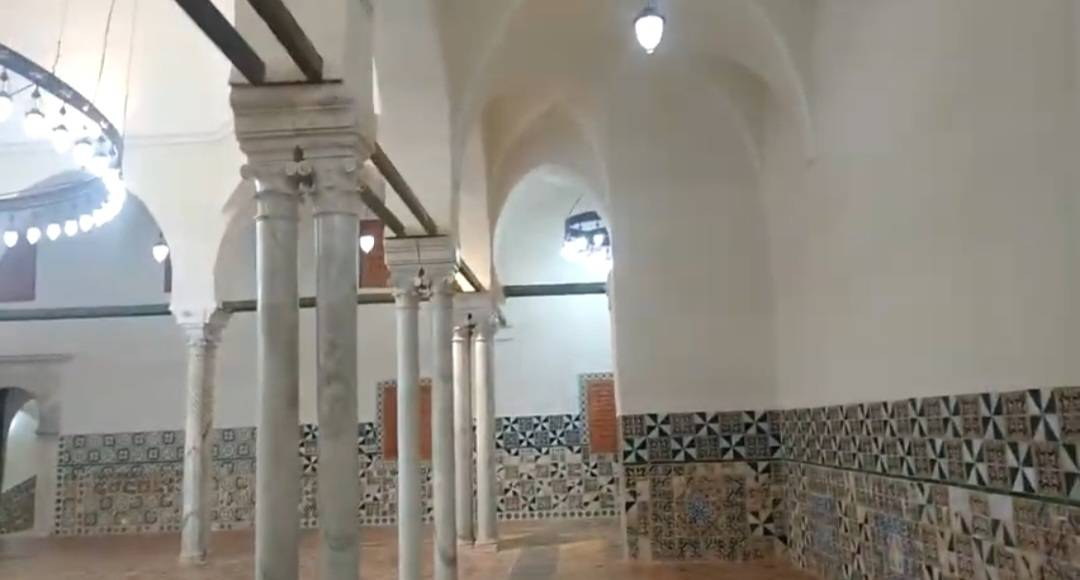
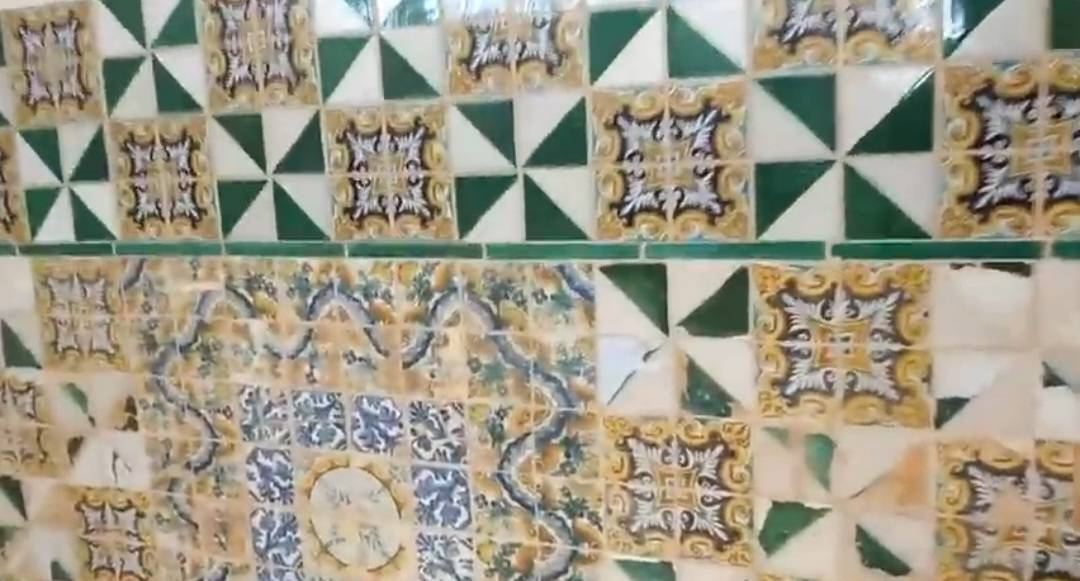
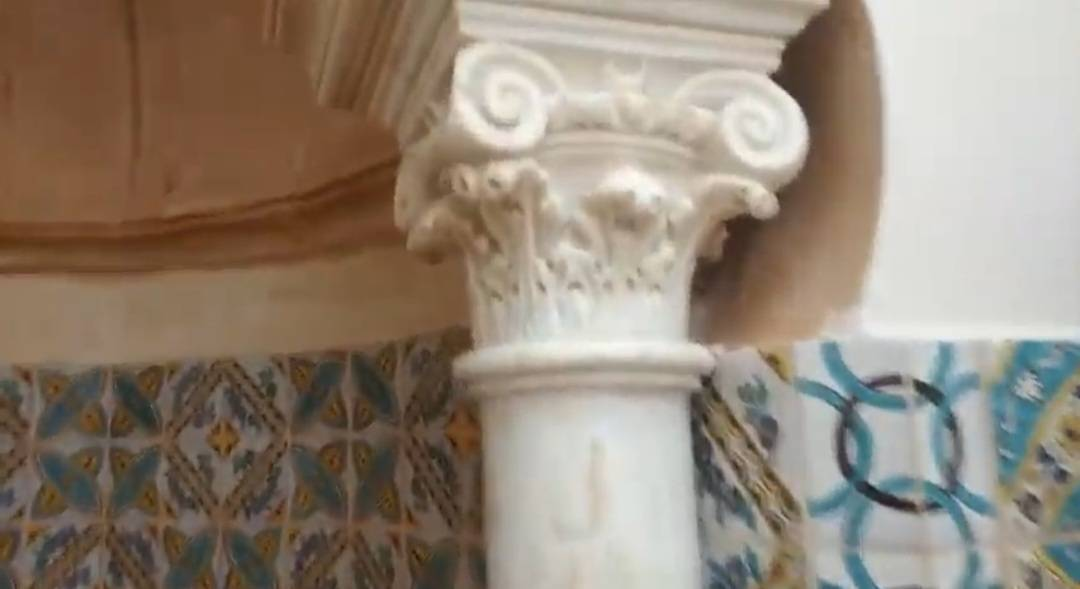
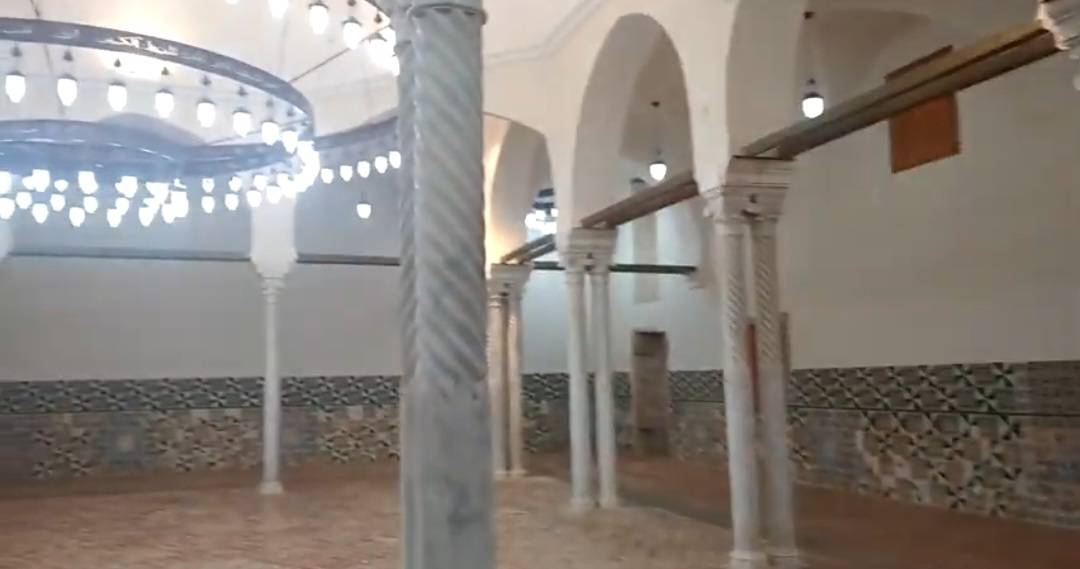
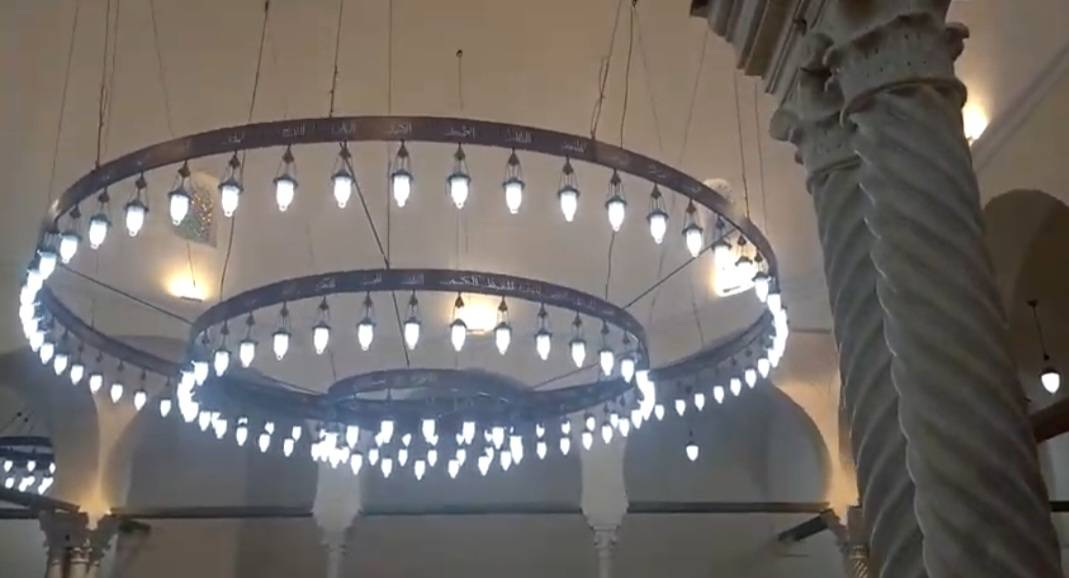
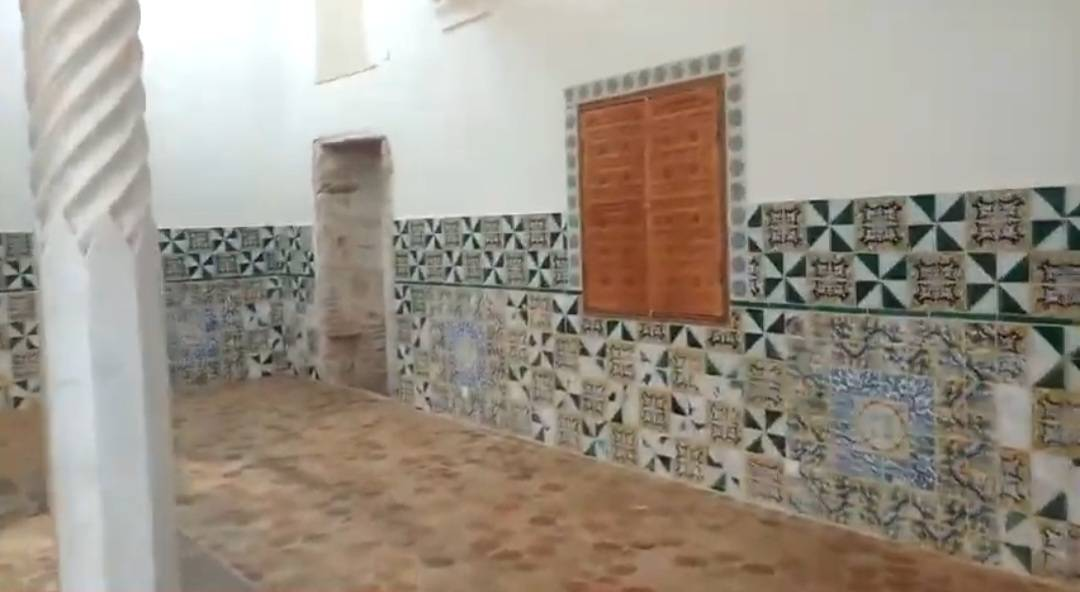
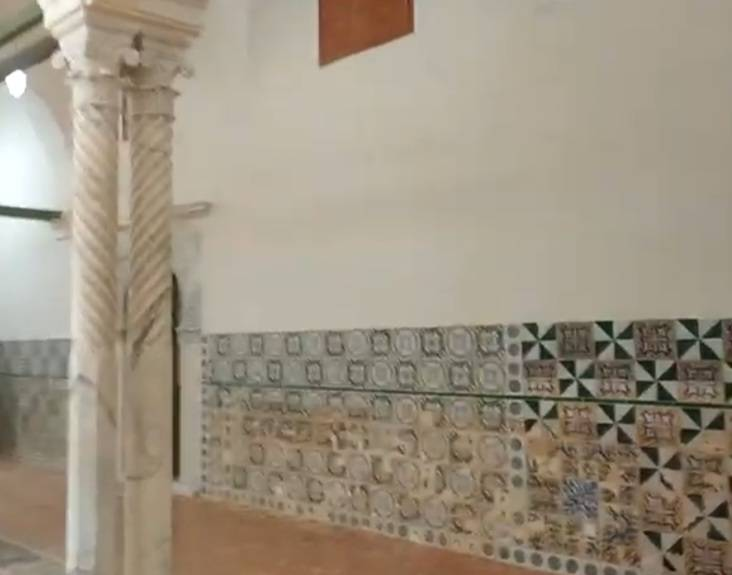
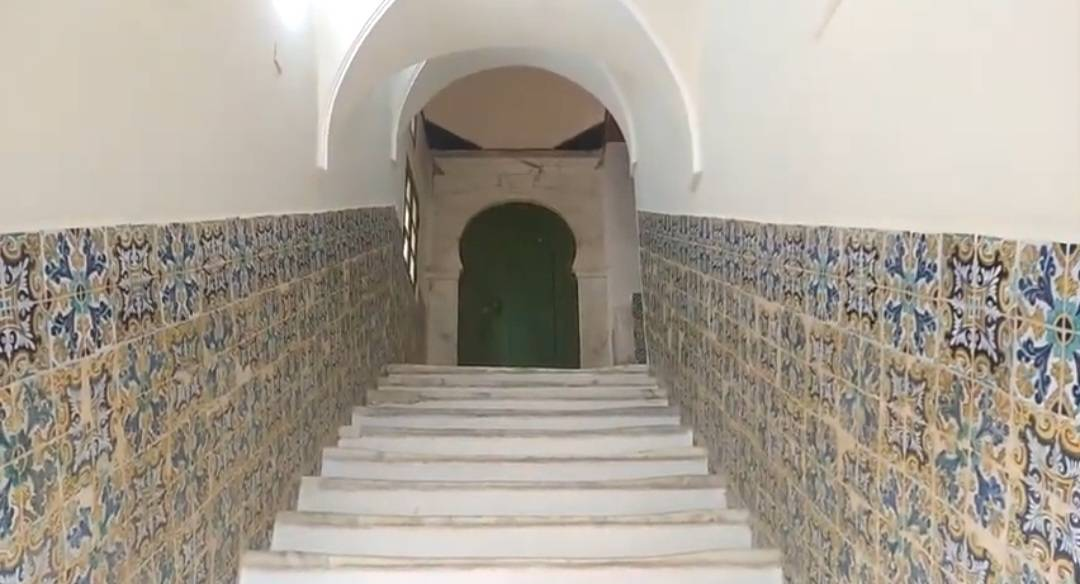
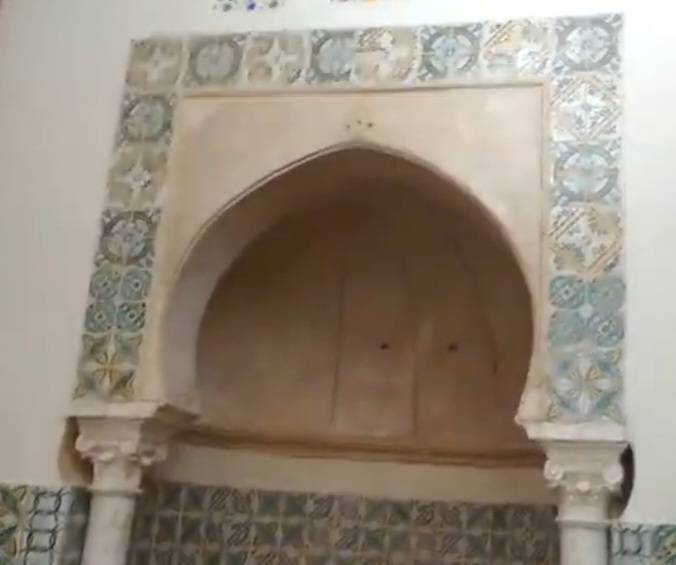
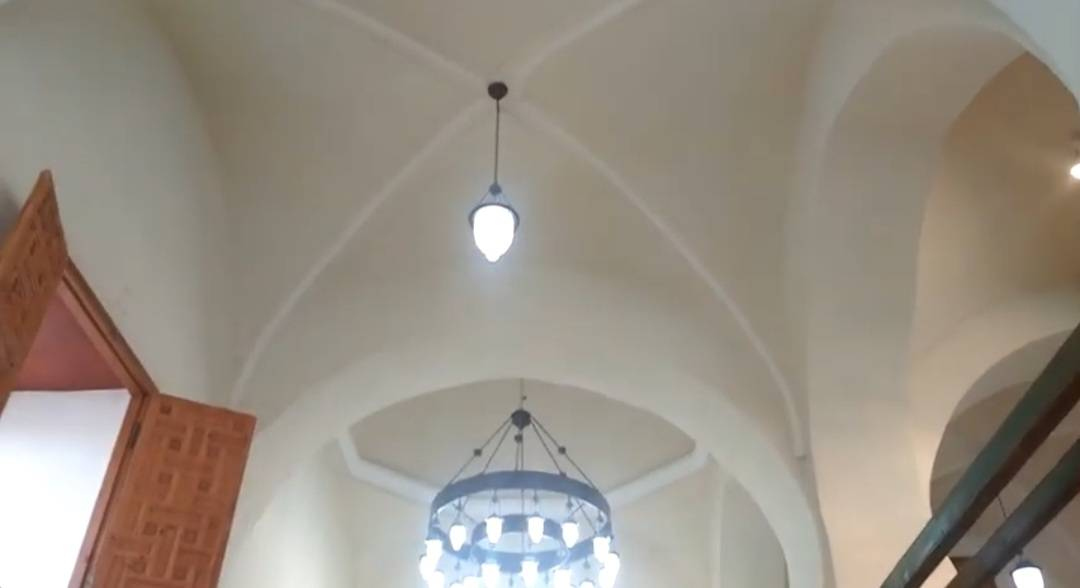
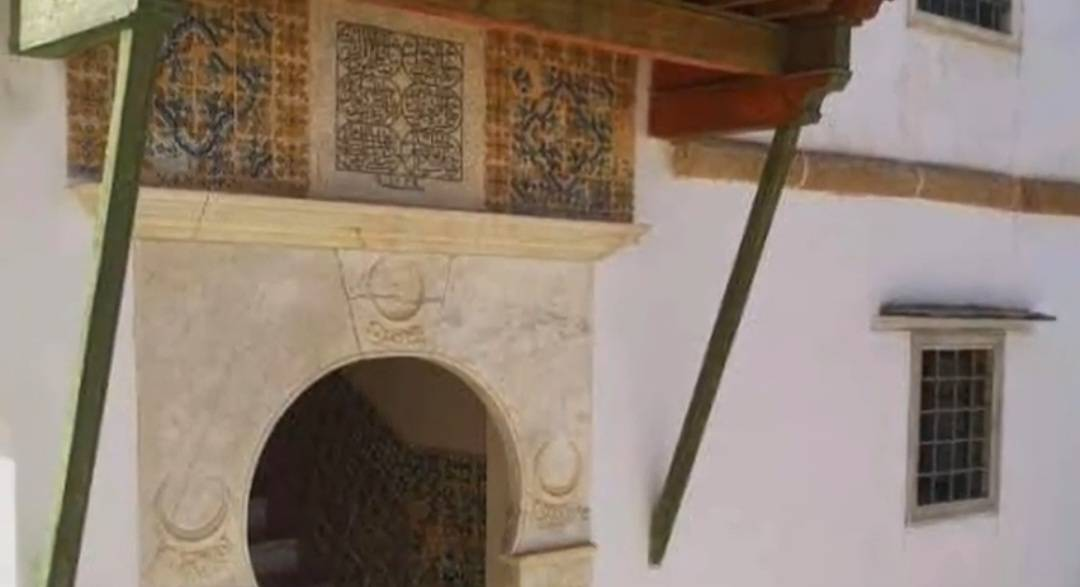
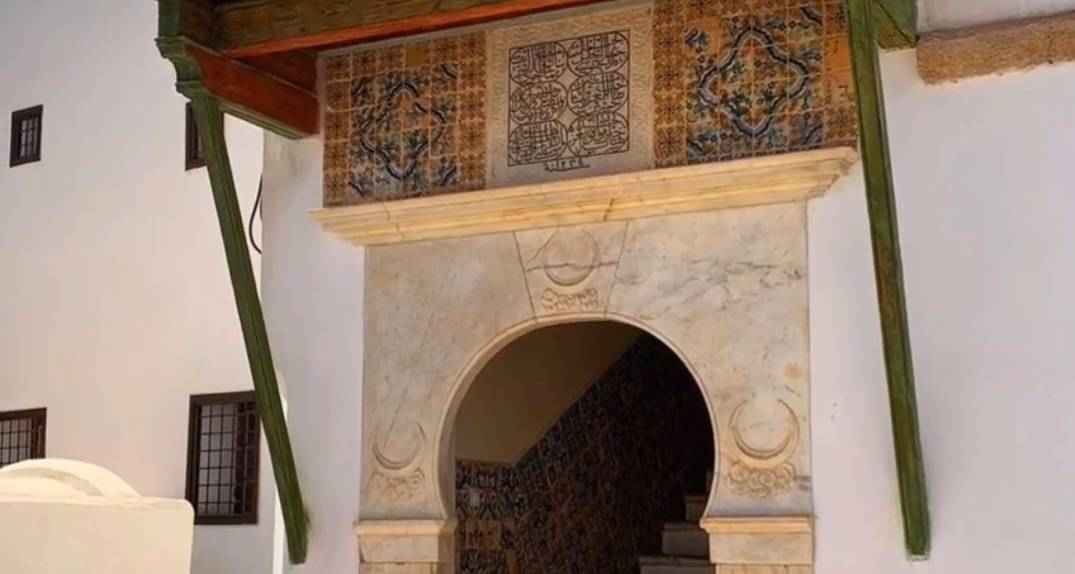
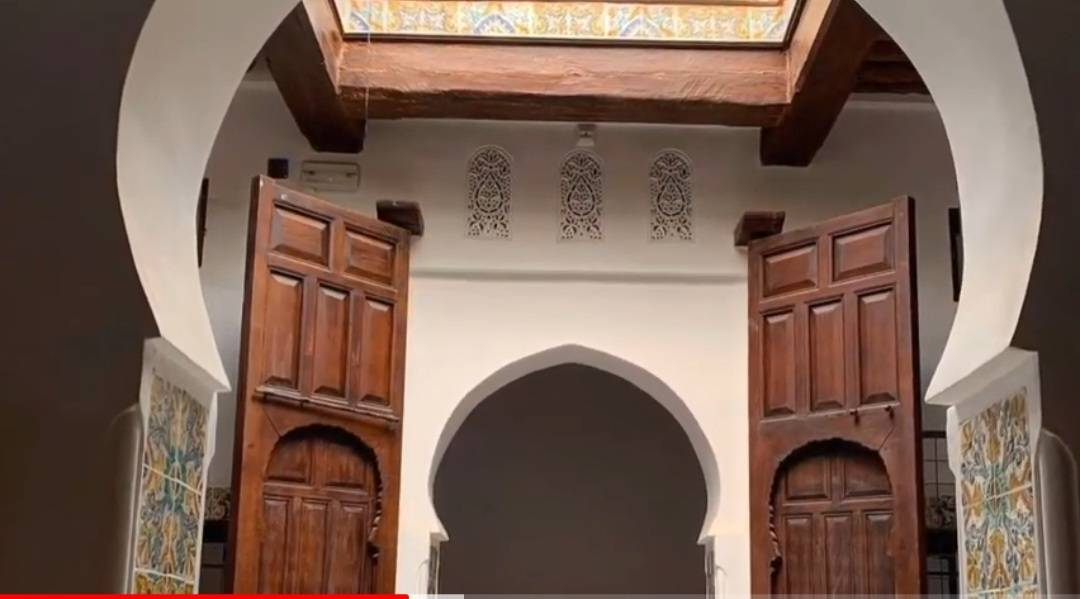
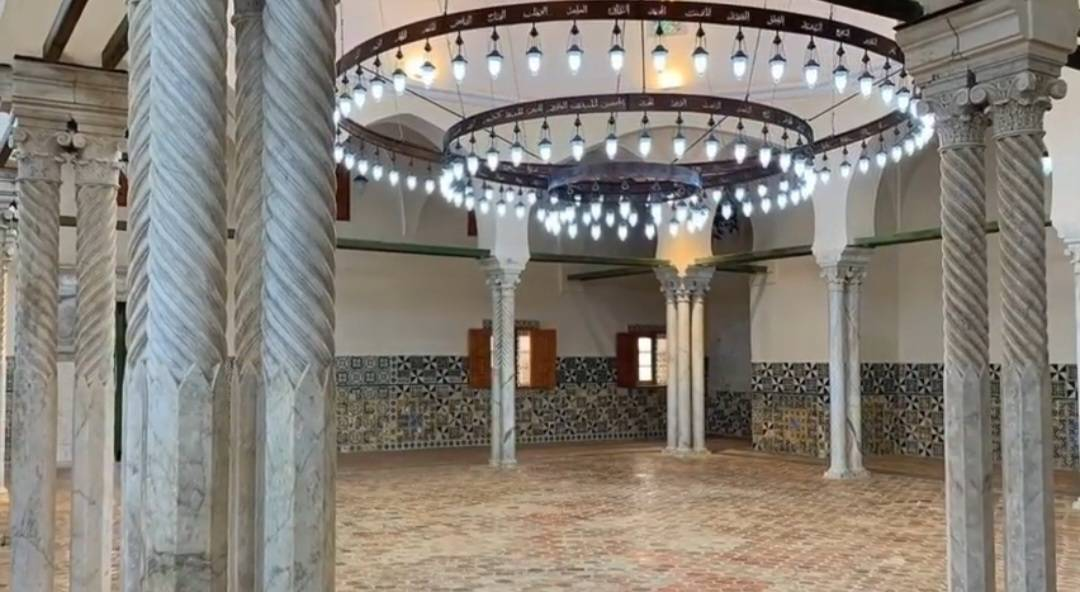
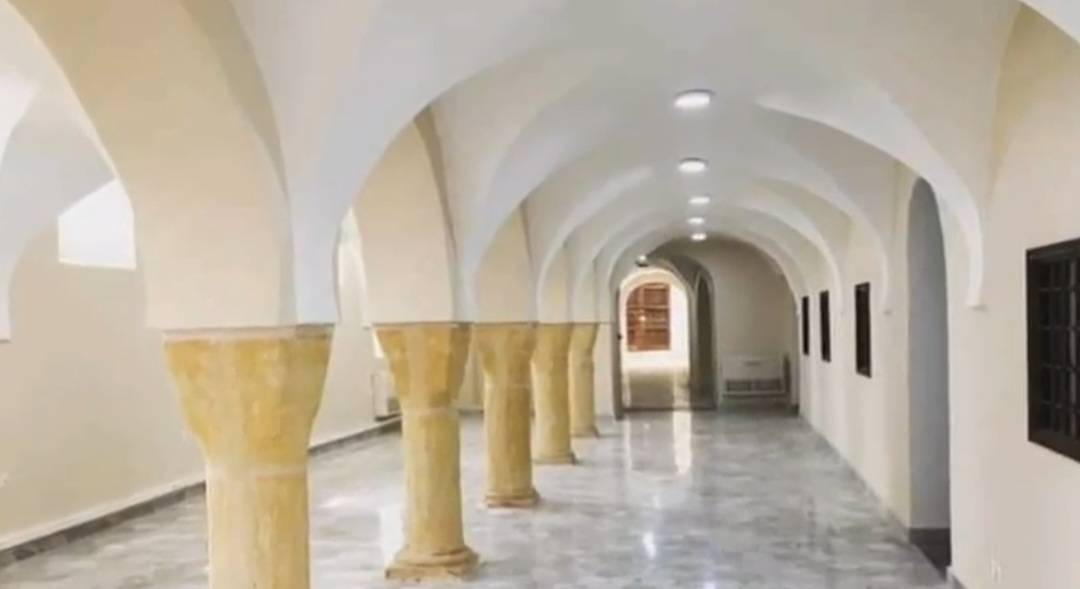